# Động vật ăn thịt người

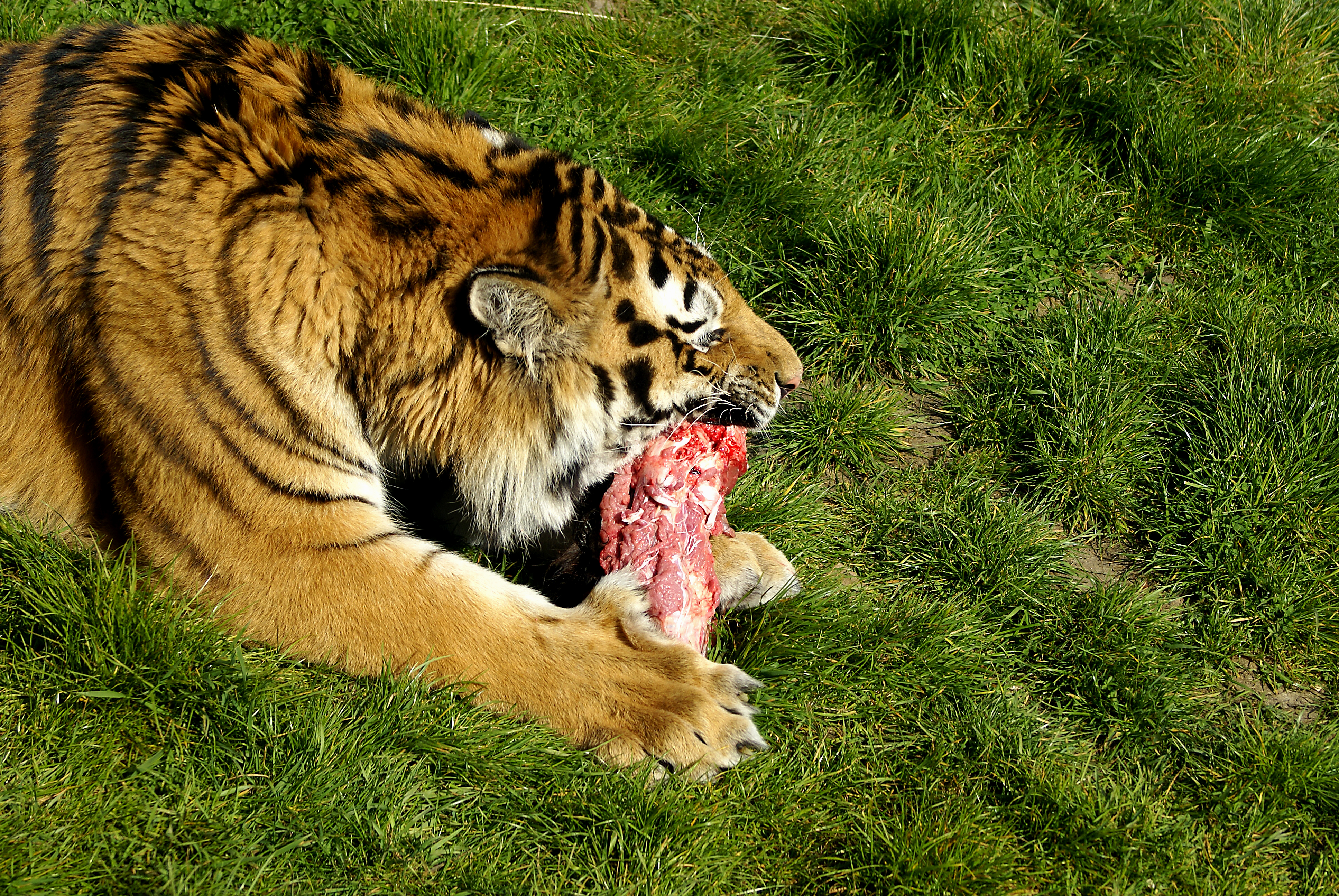
Hổ là loài vật ăn thịt người nhiều nhất trong họ nhà mèo.

Động vật ăn thịt người dùng để chỉ về những động vật săn bắt và ăn thịt con người như là một con mồi. Thuật ngữ này không chỉ về những kẻ ăn xác thối vì thường bao gồm hành vi tấn công và giết chết con người. Sự thật là con người có thể bị tấn công bởi nhiều loại động vật vì con người trong tự nhiên cũng là một trong những con vật yếu ớt, dễ bị tấn công và thường nằm trong chế độ ăn uống bình thường của các loài dã thú. Thuật ngữ này khác với động vật nguy hiểm chỉ về những loài động vật tuy không ăn thịt người nhưng với sự hung hãn, gây hấn và tính khí thất thường thì có thể tấn công và gây nguy hiểm lớn cho con người chẳng hạn như hà mã, voi, trâu rừng.
Những trường hợp ghi nhận về động vật ăn thịt người có liên quan đến hổ, báo, sư tử và cá sấu, đặc biệt là hổ. Tuy nhiên, chúng không phải là những kẻ săn người như con mồi duy nhất mà sẽ tấn công con người nếu có cơ hội. Một loạt các loài khác cũng đã được biết đến có thể tấn công và ăn thịt con người như con mồi, bao gồm cả gấu, rồng Komodo, linh cẩu, báo sư tử, những con sói và cá mập. Thông thường những động vật ăn thịt người này chính là các loài động vật ăn thịt hoặc động vật ăn tạp.
Những động vật ăn thịt người còn được gọi với thuật ngữ thông tục là những kẻ ăn thịt người hay những kẻ giết người trong đó, thuật ngữ những kẻ ăn thịt người được nhắc đến trong tác phẩm nổi tiếng của Jim Corbett với tựa đề Những kẻ ăn thịt người ở Kumaon, một câu chuyện tập hợp về những con dã thú ăn thịt người tại Ấn Độ bị chính ông này bắn hạ. Trong văn hóa đại chúng, động vật tấn công và ăn thịt người được phản ánh qua nhiều truyền thuyết dân gian đối với từng con thú, nhìn chung người ta nhắc đến chúng với sự ghê sợ và huyền hoặc chúng thành những con quái vật, yêu tinh, ma quỷ chuyên hại người gắn với những câu chuyện và niềm tin hoang đường.

## Họ mèo
Các loài thú họ mèo, đặc biệt là mèo lớn, đều là những động vật rất hung dữ, đầy sức mạnh và nguy hiểm, chúng là mối đe dọa và khủng bố cho con người tiêu biểu là các loài hổ, báo, sư tử. Chỉ tính riêng trong một thập kỷ qua, các loài động vật họ mèo đã giết hại khoảng 100 người ở khu vực Mumbai ở Ấn Độ.

### Hổ

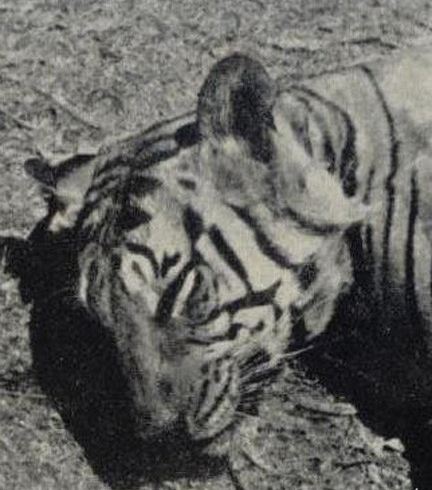
Kẻ ăn thịt người Segur, một con hổ đực trẻ ăn thịt người đã giết chết năm người ở vùng đồi Nilgiri thuộc bang Tamil Nadu ở miền nam Ấn Độ.

Hổ là một trong những loài giết người tàn bạo nhất trong vương quốc động vật. Việc hổ vồ và ăn thịt người đã được ghi nhận từ lâu trong lịch sử đặc biệt là đối với các nước châu Á nơi phân bố của loài hổ. Nhiều sự kiện đã đi vào văn hóa dân gian của các nước như một nỗi ám ảnh khiếp đảm đến mức nhiều vùng miền có tục thờ hổ vì sợ bị hổ dữ làm hại. Ngày nay, nhiều vụ việc hổ tấn công con người do những sự cố, tai nạn xảy ra trong các vườn thú, rạp xiếc gây ra những vụ việc nổi cộm gây kinh hoàng trong dư luận.
Chúng hội tụ đầy đủ những yếu tố của một kẻ săn mồi hung ác, bao gồm sức mạnh, khéo léo, tốc độ, kiêu ngạo và sự xảo quyệt. Với đặc tính hung hãn, táo tợn, tinh ranh và phàm ăn của mình, hồ tấn công nhiều động vật trên rừng cho đến gia súc, gia cầm và khi quá đói, nó sẽ rình và ăn thịt con người như một nguồn thực phẩm cung cấp cho chúng. Không giống như báo hoa mai và sư tử, hổ hiếm khi xâm nhập vào lãnh thổ của con người để săn người. Phần lớn nạn nhân được báo cáo là ở trong lãnh thổ của hổ khi cuộc tấn công của chúng diễn ra. Hầu hết những vụ hổ tấn công thường xảy ra vào ban ngày, không giống như cách thức của báo hoa mai và sư tử.
Những thống kê cho thấy hổ là con vật tấn công và gây thiệt mạng cho con người nhiều hơn bất kỳ loài mèo lớn nào khác, và hổ đã chịu trách nhiệm cho nhiều cái chết của con người thông qua tấn công trực tiếp hơn bất kỳ động vật có vú hoang dã nào. Khoảng 1.000 người đã bị giết mỗi năm ở Ấn Độ vào đầu những năm 1900, với trường hợp đáng chú ý nhất là con hổ ở Champawat từng giết chết 430 người ở Ấn Độ. Hổ đã giết 129 người trong rừng ngập mặn Sundarbans từ năm 1969 đến 1971. Người ta thậm chí ước tính rằng ít nhất đã có 373.000 người bị thiệt mạng do hổ vồ từ giai đoạn năm 1800 đến năm 2009. Chỉ tính riêng giữa năm 1876 và năm 1912, những con hổ giết chết 33.247 người ở Ấn Độ lúc này là thuộc địa của Anh. Điều này đã khiến cho hổ được coi là loài giết người ghê rợn nhất.

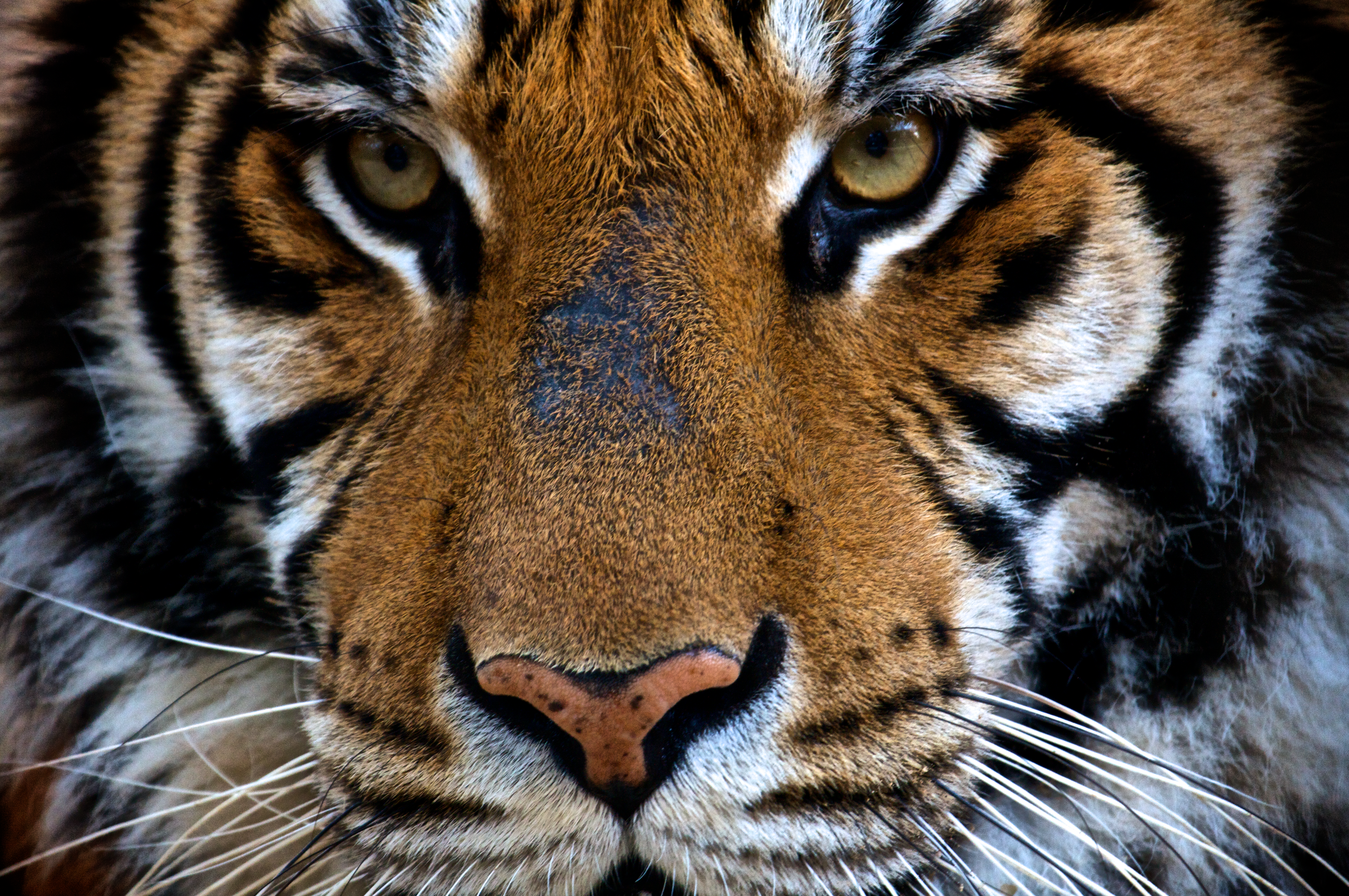
Hổ là động vật phàm ăn, khi con mồi khan hiếm, một số con hổ sẽ tấn công người

Phần lớn các cuộc tấn công xảy ra ở Nam Á và Đông Nam Á, ở Đông Nam Á, các cuộc tấn công giảm dần sau khi đạt đỉnh trong thế kỷ XIX, nhưng các cuộc tấn công ở Nam Á vẫn ở mức cao, đặc biệt là ở Sundarbans, nơi sinh sống của khoảng 600 con hổ Bengal. Tại đây hàng năm các con hổ đã vồ và giết chết khoảng 50 đến 250 người. Một lý thuyết được đưa ra để giải thích điều này cho thấy rằng vì thông thường hổ chỉ uống nước ngọt nhưng độ mặn của nước trong khu vực đóng vai trò là yếu tố gây bất ổn trong chế độ ăn uống và cuộc sống của hổ Sundarbans, khiến chúng luôn khó chịu và cực kỳ hung dữ. Các lý thuyết khác bao gồm việc chia sẻ môi trường sống của chúng với con người và việc chúng thường xuyên ăn xác người chết trong các trận lũ lụt. Vào năm 2008, việc mất môi trường sống do bão lốc xoáy Sidr đã dẫn đến sự gia tăng số vụ hổ tấn công con người ở địa phận Ấn Độ của Sundarbans, khi những con hổ đã xâm nhập vào Ấn Độ từ Bangladesh.
- Cặp hổ Chowgarh (1925-1930)
- Hổ Mundachipallam
- Hổ Segur
- Hổ cái Champawat (bị giết năm 1907)
- Hổ Jowlagiri
- Hổ Thak
- Hổ ba móng

### Sư tử

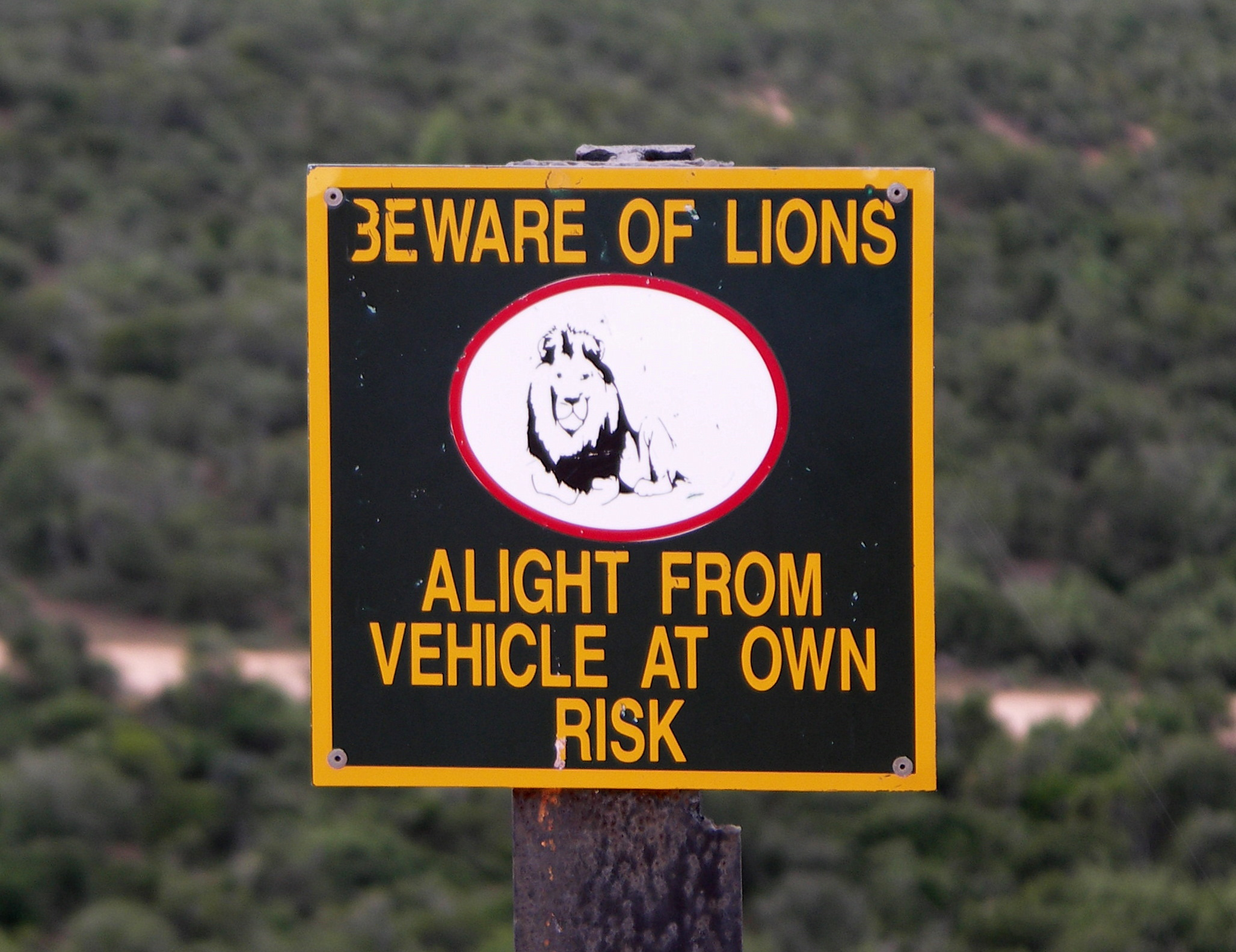
Một biển cảnh báo về mối nguy hiểm của sư tử ở vườn quốc gia Addo

Ở châu Phi, sư tử đồng nghĩa với cái chết, ước tính hàng trăm nạn nhân thiệt mạng mỗi năm vì chúng. Một thống kê cụ thể cho thấy, mỗi năm, có khoảng từ 500 đến 700 vụ sư tử tấn công người,. Sư tử thường chủ động đột nhập vào những ngôi làng gần rừng cả ngày lẫn đêm để săn con người. Sự quyết đoán lớn hơn này thường làm cho sư tử trở thành kẻ ăn thịt người dễ dàng hơn hổ. Tuy nhiên, sư tử chỉ săn người khi chúng quá khan hiếm thức ăn. Sư tử thường trở thành kẻ ăn thịt người vì những lý do tương tự như hổ: đói, già và bệnh tật giống như sư tử Tsavo, mặc dù một số cá thể ăn thịt người được báo cáo là vẫn có sức khỏe tốt. Mặc dù những con sư tử đói có thể tấn công con người đi lại trong lãnh thổ của nó, nhưng đa số những cá thể tấn công người thường là những con đực già nua, chỉ sống nhờ gặm nhấm, côn trùng, không thể săn những con mồi ưa thích của chúng.
Một số trường hợp tấn công con người đã biết là ở Tsavo và Mfuwe. Trong cả hai trường hợp, những người thợ săn đã giết chết chúng đều viết sách về cuộc săn lùng của họ (Sư tử bóng ma và sư tử bóng tối). Trong dân gian, những con sư tử ăn thịt người đôi khi được nhắc đến như những con ác quỷ. Những sự việc ở Mfuwe và Tsavo là tương tự nhau. Những con sư tử trong cả hai sự kiện là to lớn hơn bình thường, không có bờm và dường như đang bị sâu răng. Một số người cho rằng chúng thuộc về một phân loài sư tử chưa được phân loại hay chúng dường như đang ốm và không dễ dàng săn mồi.
Năm 1898, người Anh bắt đầu công trình xây dựng cây cầu đường sắt bắc qua sông Tsavo ở Kenya. Trong suốt 9 tháng, các công nhân xây dựng tuyến đường sắt này liên tiếp trở thành mục tiêu săn đuổi của hai con sư tử ăn thịt người mà sau này người ta mới biết rằng chúng là hai anh em. Những con sư tử này được mô tả rằng rất to lớn. Chúng dài độ hơn 3m hơn những con sư tử thường ở Tsavo. Đêm đêm, chúng mò tới lều của những người công nhân xây dựng, kéo họ đến những bụi cây xa xa và thực hiện "một bữa ăn thịnh soạn". Nhưng một thời gian sau, chúng trở nên dạn dĩ hơn. Chúng không phải lén ăn con mồi từ các bụi rậm mà tiến hành ngay tại khu vực cách lều chỉ một vài ba mét. Những người bản địa bắt đầu tin rằng những con sư tử này thực sự là quỷ được gửi đến từ địa ngục để ngăn cản người Anh xâm lược vùng đất của họ. Người Đông Phi cũng tin rằng sư tử là sự tái sinh của những vị Vua đã khuất. Khi con số nạn nhân đã lên tới hàng trăm, nhiều người công nhân bắt đầu sợ hãi và bỏ chạy khỏi công trường xây dựng. Cuối cùng, việc xây dựng tuyến đường sắt buộc phải dừng lại bởi không ai muốn trở thành nạn nhân tiếp theo của "con quỷ" trên.

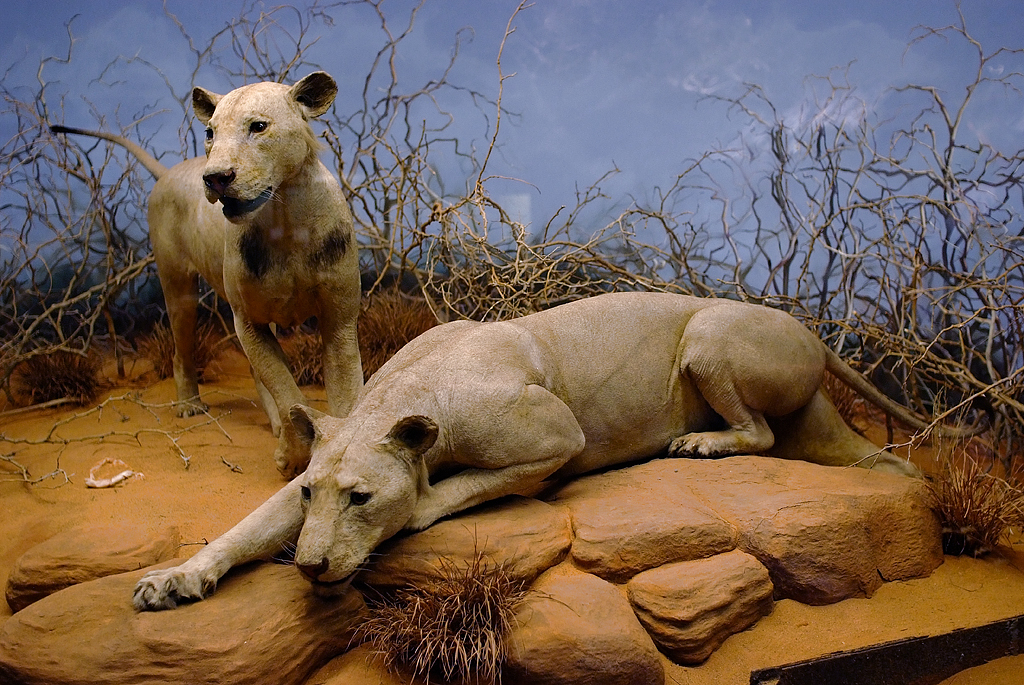
Những kẻ ăn thịt người ở Tsavo: Bóng ma và bóng tối

Con sư tử ở Mfuwe dài 10 ft đã làm kinh hãi người dân Zambia năm 1991. Sau khi giết người lần thứ sáu, con sư tử này đi vênh váo vào giữa phố, mang theo túi giặt ủi của nạn nhân, thách thức bất kỳ ai dám đối mặt với nó. Một người đến từ California đi săn chờ đợi trong 20 đêm trước khi bắn gục nó.
Tuyên ngôn của sư tử đối với việc ăn thịt người đã được kiểm tra một cách có hệ thống. Các nhà khoa học của Mỹ và Tanzania báo cáo rằng hành vi ăn thịt người ở các vùng nông thôn của Tanzania đã tăng lên rất nhiều từ năm 1990 đến năm 2005. Ít nhất 563 dân làng đã bị tấn công và nhiều người đã bị sư tử ăn thịt trong thời kỳ này, một số lượng vượt xa các sự cố "Tsavo" nổi tiếng của một thế kỷ trước đó. Vụ việc xảy ra gần Công viên Quốc gia Selous ở quận Rufiji và tỉnh Lindi gần biên giới Mozambique. Trong khi việc mở rộng địa bàn của dân làng vào khu vực bụi rậm là một mối quan tâm, các tác giả cho rằng chính sách bảo tồn phải giảm thiểu nguy hiểm bởi vì, trong trường hợp này, bảo tồn góp phần trực tiếp vào cái chết của con người. Các trường hợp ở Lindi đã được ghi nhận nơi sư tử bắt giết con người từ sâu trong những ngôi làng là rất đáng kể. Ước tính có hơn 250 người bị sư tử giết mỗi năm.
Các nghiên cứu về sư tử ăn thịt người chỉ ra rằng sư tử châu Phi ăn thịt người như một chất bổ sung cho thực phẩm khác, không phải là phương sách cuối cùng. Vào tháng 7 năm 2018, một trang web của Nam Phi đã báo cáo rằng 3 kẻ săn trộm tê giác đã bị sư tử phục kích ăn thịt tại Khu bảo tồn Sibuya Game ở tỉnh Eastern Cape, Nam Phi.
- Kẻ ăn thịt người Tsavo (1898)
- Sư tử Njombe (1932–1947)
- Kẻ ăn thịt người Mfuwe (1991)

### Báo hoa mai
Cũng giống sư tử, báo hoa mai khá hung dữ và rất chủ động khi săn người. Đây là dã thú liều lĩnh, táo tợn khi nó còn dám xông vào các ngôi làng, phá cửa trong quá trình tìm thịt người. Các cuộc nghiên cứu gần đây cho thấy, mỗi năm báo gây ra 30-35 vụ tấn công. Mặc dù có kích thước nhỏ nhưng báo hoa mai cũng là những kẻ săn mồi có khả năng giết người như những mãnh thú khác. Những con báo ăn thịt người nhìn chung chỉ nằm ở một tỷ lệ nhỏ trong tất cả các loài báo, nhưng không thể phủ nhận là mối đe dọa ở một số khu vực; một con báo Ấn Độ đã giết chết hơn 200 người. Thợ săn Jim Corbett được ghi nhận đã tuyên bố rằng không giống như hổ, thường trở thành kẻ ăn thịt người vì bệnh tật, báo thường thường làm như vậy sau khi ăn xác người chết. Ở khu vực mà Corbett biết rõ, người chết thường được hỏa táng hoàn toàn, nhưng khi có dịch bệnh trầm trọng, tỷ lệ tử vong vượt qua nguồn cung gỗ hỏa táng nên người ta chỉ đốt xác một chút và ném ra bìa rừng. Ở châu Á, những con báo ăn thịt người thường tấn công vào ban đêm, và đã được báo cáo là phá cửa và lợp mái nhà để tiếp cận con người. Các cuộc tấn công ở châu Phi được báo cáo ít thường xuyên hơn, mặc dù đã có những lần các cuộc tấn công xảy ra vào ban ngày. Cả hai thợ săn Corbett và Kenneth Anderson đều cho rằng việc săn lùng những con báo ăn thịt người mang đến nhiều thách thức hơn bất kỳ loài động vật nào khác. Hai con báo nguy hiểm nhất trong lịch sử là báo hoa mai ở Rudraprayag được cho là giết chết hơn 125 người và con báo ở Panar được cho là giết tới 400 người sau khi bị thương bởi những kẻ săn trộm và vì thế không còn khả năng săn các con mồi bình thường. Cả hai con này cuối cùng đã bị giết chết bởi nhà săn thú vĩ đại và tác giả nổi tiếng Jim Corbett.
Có ghi nhận những ngôi làng hẻo lánh trên dãy Himalaya ở Ấn Độ, khi một con báo ranh mãnh sát hại 12 người trong 2 năm qua, điều đặc biệt là con báo chỉ tấn công những người say rượu, lảo đảo bước về nhà trong bóng tối sau khi tàn cuộc nhậu. Sự ranh mãnh của con vật reo rắc nỗi kinh hoàng đối với người dân trong khu vực. Có ghi nhận một con báo tấn công làng Karad ở Ấn Độ tháng 1 năm 2011 khiến 6 thường dân bị thương. Người làng phát hiện con báo trên mái nhà, sau đó con báo chạy vào một căn nhà trống nhưng bị người dân ném đá, khiến nó tức giận nhảy ra ngoài và cào xé bất kỳ ai gần đấy.
- Báo của các tỉnh miền Trung Ấn Độ
- Báo Gummalapur
- Báo Panar (1907 trận1910)
- Báo Rudraprayag
- Báo đồi Yellagiri
- Báo Karanja (1990)

### Báo đốm
Những vụ báo đốm tấn công con người ngày nay rất hiếm. Trong quá khứ, điều này thường xuyên hơn, ít nhất là sau sự xuất hiện của Conquistadors ở Châu Mỹ. Nguy cơ bị tấn công đối với con người sẽ tăng lên nếu có ít chuột lang nước, con mồi chủ yếu của báo đốm.
Vào năm 2013, một con báo đốm vồ và cắn một nữ nhân viên trong vườn thú ở thành phố Novosibirsk, Tây Siberia khiến cô tử vong. Cảnh sát địa phương cho hay, tai nạn xảy ra khi người phụ nữ dọn chuồng của một báo mẹ 5 tuổi và báo con 7 tháng tuổi. Vách ngăn giữa nơi con vật và phía ngoài không khoá. Vì vậy, báo mẹ nhảy vào và cắn nạn nhân. Người phụ nữ 48 tuổi chết ngay tại chỗ.

### Báo sư tử
Báo sư tử tấn công lên con người thì rất ít vì khả năng nhận biết con mồi của báo sư tử là một hành vi học được và chúng thường không nhận ra con người là con mồi. Tấn công vào người, gia súc và vật nuôi có thể xảy ra khi chúng quen với con người hoặc đang trong tình trạng bị đói nghiêm trọng, đặc biệt khi con người xâm lấn các vùng đất hoang và tác động tới nguồn thức ăn của chúng. Do dân số ngày càng mở rộng, phạm vi báo sư tử ngày càng chồng chéo với các khu vực có người ở. Đã có khoảng 100 vụ tấn công của báo sư tử đối với con người ở Mỹ và Canada trong giai đoạn từ năm 1890 đến tháng 1 năm 2004, với 16 người tử vong; các con số cho California là 14 vụ và 6 người chết. Sự tấn công của báo sư tử lên con người và vật nuôi gắn với các khu vực dân cư nằm ở các khu vực pha trộn đất đô thị-đất hoang như khu vực Boulder, Colorado là nơi có các con mồi truyền thống của báo sư tử, như nai tai la (Odocoileus hermionus) đã quen sống gần khu vực dân cư và các vật nuôi. Báo sư tử trong những hoàn cảnh đó có thể không sợ con người và chó nữa và coi đây cũng là con mồi của chúng.
Các cuộc tấn công thường xảy ra nhất vào cuối mùa xuân và mùa hè, khi những con báo sư tử rời khỏi mẹ và tìm kiếm lãnh thổ mới. Không giống như những con mèo lớn ăn thịt người khác, báo sư tử không giết người do tuổi tác già yếu hoặc sở thích thịt người mà để bảo vệ lãnh thổ của chúng.
Vào ngày 8 tháng 1 năm 2004 báo sư tử đã giết và ăn một phần xác một người đi xe đạp trên núi ở công viên Whiting Ranch Wilderness thuộc quận Cam, California; và được coi là tấn công lên một người khác ngày hôm sau tại công viên này, nhưng người này đã được cứu thoát bởi một người đi xe đạp khác. Sau đó con báo sư tử đực trẻ này đã bị bắn hạ gần khu vực đó trong cùng ngày.

### Báo săn
Báo săn là loài khá hiền lành và nói chung là không tấn công con người, thậm chí là con vật được thuần hóa để phục vụ cho săn bắn. Nhưng trong điều kiện nuôi nhốt có ghi nhận trường hợp báo săn tấn công người, xảy ra trong một công viên hoang dã ở Nam Phi. Nạn nhân thoát chết khi bị hai con báo săn vật lăn ra đất, máu chảy đầm đìa quanh đầu và cổ, chúng vật ngã xuống đất và cắn tới tấp vào chân và đầu. Ban đầu khi nạn nhân đang vuốt ve những con báo, chúng bắt đầu bắt đầu tấn công một bé gái 8 tuổi, lao vào cào chân cô bé, rồi sau đó lại quay sang đến cậu em 7 tuổi đang cố trốn chạy. Khi bà tiến lại can thiệp thì lập tức chúng chồm lên từ phía sau, và một con nữa vật bà xuống đất. Người quản lý lôi một con báo đi thì một con khác nhảy vào, ghìm cô xuống đất và cắn chân người phụ nữ này.

## Họ chó

### Sói xám

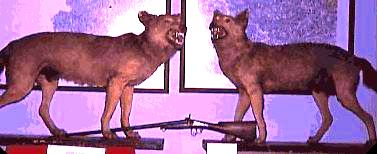
Hai trong số những con sói ở Périgord, chịu trách nhiệm về cái chết của 18 người vào tháng 2 năm 1766, được trưng bày tại lâu đài Razac ở Thiviers.

Sói xám là động vật khá hung dữ. Con thú này hay về bản làng bắt gia súc và gây thiệt hại cho gia súc khá nhiều. Nhưng thường thì nó ít khi tấn công người trừ lúc bị khiêu khích. Trái ngược với các động vật có vú ăn thịt khác được biết là tấn công con người để kiếm thức ăn, tần suất sói được ghi nhận để giết người là khá thấp, cho thấy, mặc dù có khả năng nguy hiểm, nhưng sói là loài ít đe dọa nhất về kích thước và khả năng săn mồi của chúng, ngoại trừ cá thể gây nguy hiểm chết người vì những lý do khác hơn là săn mồi. 90% nạn nhân của các cuộc tấn công và ăn thịt là trẻ em dưới 18 tuổi, đặc biệt là ở độ tuổi dưới 10. Trong những trường hợp hiếm hoi mà người lớn thiệt mạng thì nạn nhân là hầu như luôn luôn là phụ nữ. Điều này phù hợp với chiến lược săn mồi của sói, trong đó nó nhắm vào các loại con mồi yếu nhất và dễ bị tổn thương nhất.
Thói quen là một yếu tố được biết đến góp phần vào một số cuộc tấn công và có thể ăn thịt người của sói, kết quả từ việc sống gần với môi trường sống của con người, khiến sói mất đi nỗi sợ hãi con người và do đó tiếp cận gần hơn, giống như những cá thể sói thành thị. Thói quen cũng có thể xảy ra khi mọi người cố tình khuyến khích sói tiếp cận họ, thường là bằng cách cho chúng ăn, hoặc vô ý, khi mọi người không đủ sức đe dọa chúng. Điều này được chứng thực bằng các nguồn chứng minh rằng những con sói trong khu vực được bảo vệ có nhiều khả năng thể hiện sự táo bạo đối với con người hơn những con ở những khu vực chúng bị săn lùng ráo riết.
- Quái thú Gévaudan
- Sói tấn công ở Kirov
- Sói Ansbach
- Sói Gysinge
- Sói Sarlat
- Sói Soissons
- Sói Ashta
- Sói Turku
- Sói Hazaribagh
- Sói Paris
- Sói Périgord

### Sói đồng cỏ

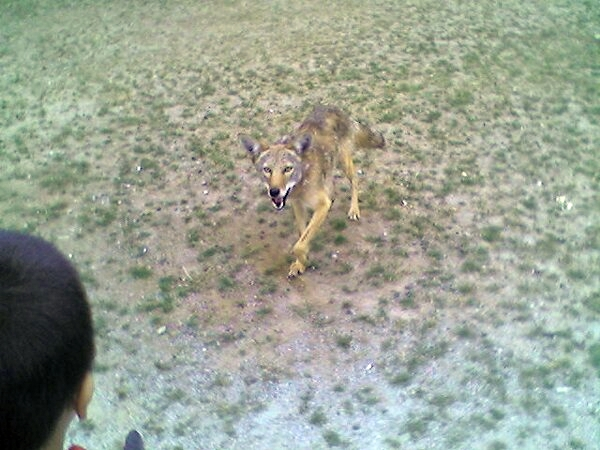
Một con sói đồng cỏ đang gầm ghè dọa một đứa trẻ

Thông thường, sói đồng cỏ Bắc Mỹ rất sợ người, hiếm khi chúng xuất hiện và tấn công con người, sói đồng cỏ cũng gây rất ít phiền toái đối với con người, trừ khi chúng ăn vụng thức ăn của các loài vật khác trong các nhà máy dẫn đến xung đột. Một số con sói già, yếu bệnh hoạn còn thâm nhập vào các trang trại và tấn công vào các con gia súc như cừu, dê và gây nên hoảng loạn cho con người về truyền thuyết quái vật quỷ hút máu dê.
Tuy vậy loài vật này được ghi nhận là đã gây ra một số vụ tấn công nhằm vào con người, đặc biệt là ở nước Mỹ. Tuy nhiên một sự kiện đau thương được ghi nhận là Tài năng âm nhạc người Canada là Taylor Mitchell vào năm 19 tuổi đã bất ngờ bị hai con sói đồng cỏ tấn công trong lúc đi dạo và đã qua đời do vết thương quá nặng, một trong hai con chó sói đã bị nhân viên bảo vệ bắn hạ, con kia chạy thoát. Tại vùng Chicago, trong vòng những năm 1990, liên tục xảy ra tình trạng những người hoặc những con vật khác bị làm phiền bởi loài sói này, nguyên nhân là do một số con chó sói bị lạc đường nên gây rối với con người.

### Chó Dingo
Những vụ tấn công vào con người của chó Dingo rất hiếm, chỉ có hai trường hợp tử vong được ghi nhận ở Úc. Dingo thường nhút nhát và thường cố tránh phải chạm trán với con người. Vụ việc nổi tiếng nhất về một cuộc tấn công của Dingo là sự mất tích của Azaria Chamberlain, 9 tuần tuổi. Cha mẹ cô bé báo cáo rằng cả hai đã nhìn thấy một con Dingo đưa Azaria ra khỏi lều của họ khi cô và gia đình ra ngoài trong chuyến đi cắm trại ở Uluru.

### Sói đỏ
Sói lửa là động vật ăn thịt tươi sống thật sự. Thức ăn của loài sói đỏ là các loài động vật như nai, hươu, hoẵng, lợn rừng, gia súc, vật nuôi và các loài chim lớn, gia cầm v.v. Nhiều khi loài sói này còn tấn công vào các bản làng để kiếm thức ăn, chúng tấn công vào cả trâu, bò, lợn, gà, dê, ngựa và thậm chí cả người, gây thiệt hại nặng nề cho nông nghiệp. Thực tế, thịt người không phải món ưa thích của loài này. Chúng là thú ăn đêm, nhưng hoạt động tích cực vào lúc sáng sớm và chiều tối (có khi cả ban ngày) và thường sống ở rừng, thường cư trú và hoạt động ở rừng già, những lúc săn đuổi mồi có thể về gần bản làng.

### Chó
Mặc dù chó có nhiều đặc điểm của gấu và mèo lớn được biết đến là kẻ ăn thịt người, nhưng chúng không có khả năng tự hành động như một con thú ăn thịt người. Tuy nhiên, hành động ăn thịt của chó đối với con người đã xảy ra và nhiều sự cố như vậy là kết quả từ hành vi sai trái của con người. Trong chiến tranh thế giới thứ hai, các lính canh tù của Đức Quốc xã như Irma Grese và Kurt Franz báo cáo đã cho chó tấn công các phạm nhân còn sống trong các trại tập trung của Đức Quốc xã với những con chó giết chết các nạn nhân và nuốt chửng một phần xác chết.

## Linh cẩu
Loài này được biết đến nhiều nhất nhờ một trong số các tiếng kêu của nó, nghe tương tự như âm thanh do tiếng cười cuồng loạn ở con người. Là loài thú hoang dã, song chúng thích sống gần môi trường sống của con người. Chúng là loài cực kỳ hung dữ, nên không sợ con người. Ngược lại, con người phải nể loài thú hoang này vài phần. Chúng được coi là loài vật ăn thịt tham lam nhất hành tinh, khi vừa ăn tạp, ăn khỏe, lại có thói quen cướp mồi.
Mặc dù linh cẩu dễ dàng ăn xác chết của người, nhưng nhìn chung chúng rất cảnh giác với con người và ít nguy hiểm hơn những con mèo lớn có lãnh thổ chồng chéo với chúng. Tuy nhiên, cả linh cẩu đốm và linh cẩu vằn nhỏ hơn đều là những kẻ săn mồi đáng sợ có khả năng giết chết một người trưởng thành và được biết là sẽ tấn công con người khi thức ăn khan hiếm. Giống như hầu hết các loài săn mồi, các cuộc tấn công của linh cẩu có xu hướng nhắm vào phụ nữ, trẻ em và đàn ông ốm yếu, mặc dù cả hai loài đều có thể tấn công đàn ông trưởng thành khỏe mạnh. Linh cẩu đốm là loài nguy hiểm nhất do có kích thước lớn hơn, thường xuyên săn mồi sống và tính tình hung dữ hơn linh cẩu vằn. Linh cẩu nâu và chó sói đất không được biết đến là có khả năng săn người.

## Gấu
Mặc dù là thường là những động vật nhút nhát và thận trọng, gấu đen châu Á tích cực tấn công con người hơn so với gấu nâu ở lục địa Á-Âu. Gấu nâu hiếm khi tấn công con người và thường tránh người. Tuy nhiên chúng không thể đoán trước trong tính khí, và sẽ tấn công nếu chúng bị kích động hay cảm thấy bị đe dọa. Ở châu Âu và ở Mỹ, rất hiếm khi gấu nâu giết chết hay gây thương tích cho con người, nhưng đã có một số trường hợp đáng tiếc xảy ra. Ở khu vực Scandinavia trong 100 năm gần đây có 3 trường hợp bị giết chết bởi gấu nâu. Trong một số khu vực của Ấn Độ và Miến Điện, loài gấu lười khiến người ta có nhiều lo sợ hơn hổ, do tính khí thất thường và không thể đoán trước của chúng. Các vụ tấn công xảy ra khi gấu bị thương hay đang nuôi con.
Ngoài ra, có thể các loài gấu khác, chẳng hạn gấu trắng Bắc Cực đã tấn công người khi chúng đi kiếm thức ăn. Gấu Bắc Cực khi sống gần nơi cư trú của con người sẽ dần quen với sự hiện diện của người và do đó không có sự sợ hãi ăn sâu vào chúng, dẫn đến việc sẽ săn người để kiếm thức ăn, mặc dù với các biện pháp phòng ngừa đúng đắn, chúng dễ dàng bị răn đe. Mặc dù gấu hiếm khi tấn công con người, nhưng gấu tấn công thường gây ra những thiệt hại tàn khốc do kích thước và sức mạnh to lớn. Như với loài sói, mục đích săn người rất hiếm ở gấu; tranh chấp lãnh thổ và bảo vệ đàn con có thể thường là nguyên nhân chính dẫn đến cái chết của con người do gấu tấn công. Các cuộc tấn công mà gấu ăn thịt người thực sự là không phổ biến, nhưng được biết là xảy ra khi chúng bị bệnh hoặc con mồi tự nhiên khan hiếm, thường dẫn đến chúng tấn công và ăn bất cứ thứ gì chúng có thể giết. Vào tháng 7 năm 2008, hàng chục con gấu đói đã giết chết hai nhà địa chất làm việc tại một trại sản xuất cá hồi ở Kamchatka. Sau khi phát hiện ra một phần hài cốt của hai người này, nhà chức trách đã phản ứng bằng cách phái thợ săn đến tiêu diệt hoặc giải tán những con gấu sống gần đó.
Theo một nghiên cứu từ năm 2011, những con gấu đen Bắc Mỹ đơn độc, chịu trách nhiệm cho hầu hết các cuộc tấn công của con người ở Hoa Kỳ và Canada. Không giống như gấu cái, có động cơ tấn công con người để bảo vệ đàn con, gấu đen đực thực sự xem con người là con mồi của chúng, coi như là một nguồn thực phẩm tiềm năng.
Gấu xám Bắc Mỹ (một chi của loài gấu nâu) là loài có trọng lượng trung bình lên đến 1,2 tấn, chiều cao 2,4 m nếu đứng bằng hai chân. Mặc dù trông loài này có vẻ cồng kềnh nhưng chúng có thể chạy với tốc độ lên tới 56 km/h, cùng với tính khí ưa bạo lực khiến nhiều loài khác phải khiếp vía. Gấu nâu có thể giết chết người chỉ bằng một cú tát của nó. Dự án nghiên cứu gấu Scandinavia liệt kê các tình huống sau như là những mối nguy hiểm tiềm ẩn của gấu với con người:
1. Gặp con gấu đang bị thương

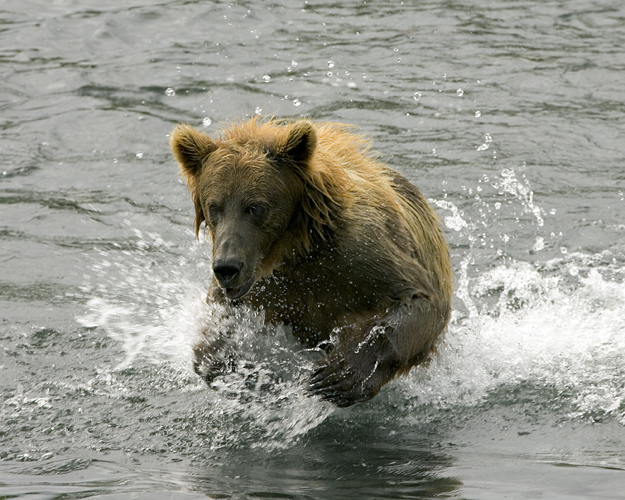
Tuy thân hình cồng kềnh nhưng thực sự gấu chạy rất nhanh

2. Đột ngột xuất hiện giữa con mẹ và các con gấu con
3. Gặp gấu trong hang của nó
4. Gặp gấu bị khiêu khích bởi các con chó

Nếu có việc phải đi trong rừng thì luôn nhớ cầm theo chuông vì thông thường gấu sẽ cố tránh con người. Nếu gặp chúng, hãy bình tĩnh và đi chậm theo hướng ngược lại với nó, tuyệt đối không nên bỏ chạy vì điều này kích thích gấu tấn công. Quan trọng là không được đe dọa nó hay kêu la. Nếu bị gấu tấn công và không có đường tẩu thoát, hãy nhớ bảo vệ tốt nhất cho đầu mình.
- Vụ tấn công của con gấu Sankebetsu
- Gấu lười Mysore
- Timothy Treadwell

## Bò sát
Trong số nhiều loài bò sát, các loài có thể gây nguy hiểm cho con người gồm cá sấu (các loài cá sấu có kích thước lớn, hung dữ như cá sấu nước mặn hay cá sấu sông Nile), rắn (các loài trăn lớn và rắn độc), và rồng Komodo. Các loài bò sát nhỏ khác không đáng ngại đối với con người.

### Cá sấu

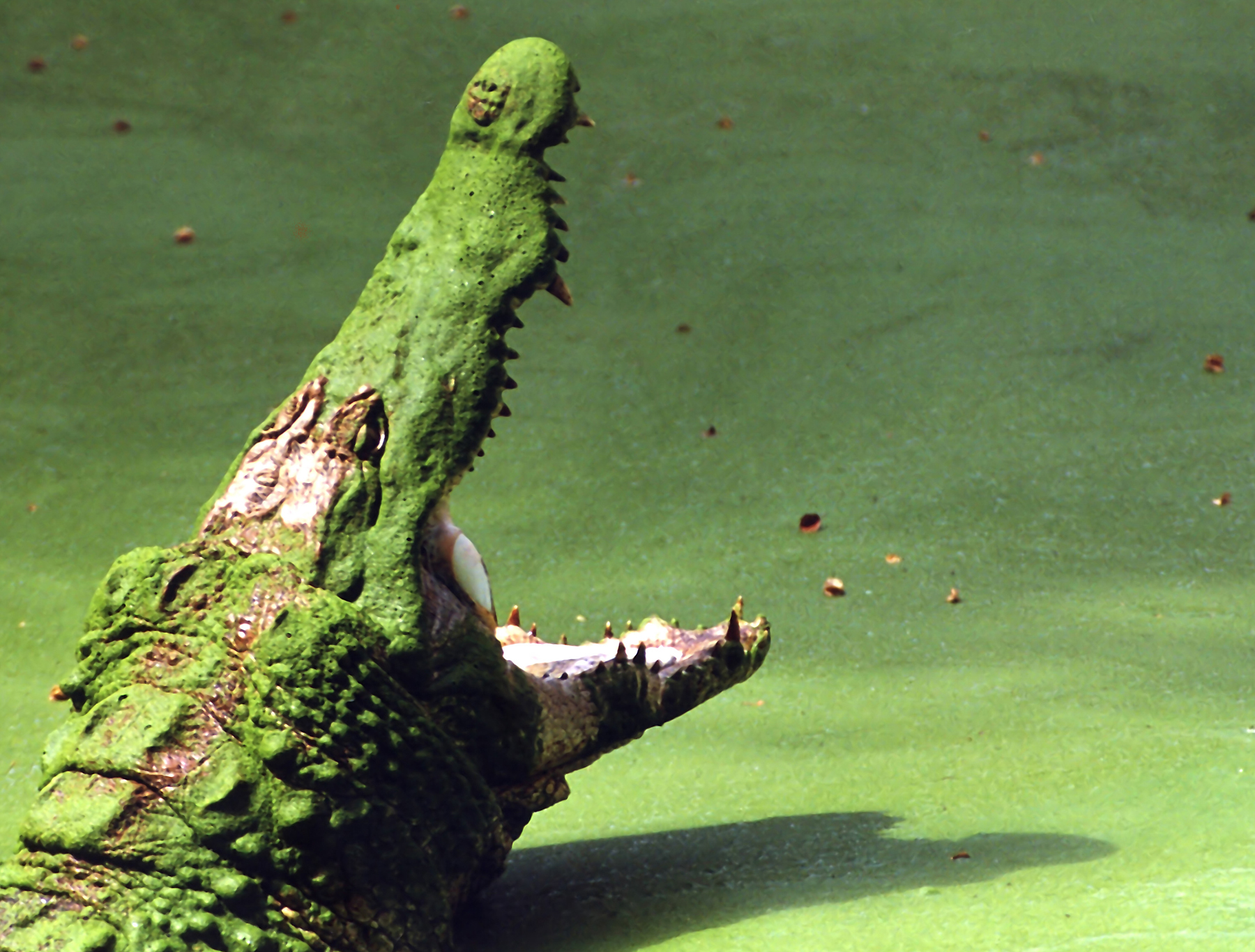
Cá sấu sông Nile là một trong những loài liên quan đến các cuộc tấn công gây tử vong cao nhất đối với con người

Cá sấu tấn công người là phổ biến ở những nơi cá sấu có nguồn gốc. Cá sấu nước mặn và cá sấu sông Nile chịu trách nhiệm cho nhiều cuộc tấn công và nhiều cái chết hơn bất kỳ loài săn mồi hoang dã nào khác tấn công con người để kiếm thức ăn. Mỗi năm, có hàng trăm vụ tấn công chết người ở tiểu vùng Sahara châu Phi vì những con cá sấu sông Nile. Do người dân làng sống trong nghèo khổ, cơ sở hạ tầng nghèo nàn, nhà ở gần nơi sinh sống của cá sấu nên việc đối đầu với con vật nguy hiểm là không thể tránh khỏi. Ở Australia mỗi năm chết vài chục người vì cá sấu nước mặn tấn công. Cá sấu Mugger là một loài ăn thịt người khác giết chết nhiều người ở châu Á mỗi năm, mặc dù không ngang tầm với cá sấu nước mặn và cá sấu sông Nile. Rất nhiều loài cá sấu khác cũng nguy hiểm đối với con người, nhưng hầu hết những loài khác thường sẽ không chủ động cố gắng săn người.
Tại Burundi thuộc châu Phi tồn tại câu chuyện thực về con cá sấu sông Nile khổng lồ, đã cướp đi mạng sống của hàng trăm người. Nó được gọi với cái tên là cá sấu Gustave. Con cá sấu này dài 6 m và nặng cả tấn, được mệnh danh là sinh vật ăn thịt người vĩ đại nhất mọi thời đại. Nó là con cá sấu sông Nile lớn nhất còn sống, cũng như là con săn mồi đơn độc lớn nhất trên toàn lãnh thổ châu Phi. Theo những người địa phương, tới nay nó đã giết tới 300 người. Những người bản địa tin rằng, nó giết người như một thú vui tiêu khiển, chứ không phải vì đói. Nó giết nhiều người cùng lúc trong một lần tấn công, sau đó biến mất hàng tháng, thậm chí cả năm, chỉ để xuất hiện ở một chỗ khác và lại giết người. Gustave đã trên 60 tuổi, chính vì vậy nó có nhiều kinh nghiệm và khôn ngoan để không bị lừa.
Tại Philippines, người ta đã phát hiện một con cá sấu khổng lồ dài 6,17 mét và nặng hơn 1 tấn (chính xác là 1,075 kg) và là thủ phạm của 02 vụ giết người, có vụ sát hại một trẻ em vào năm 2009 và khiến một dân chài mất tích. Tuy nhiên, Chỉ có sáu trong số 23 loài cá sấu được coi là nguy hiểm cho con người trưởng thành và chỉ có cá thể dài đến 2 mét (6,6 ft) hoặc nhiều hơn mới đại diện cho một mối nguy hiểm nghiêm trọng cho con người, những con cá sấu nhỏ hơn được coi là không có khả năng giết chết một người.

### Cá sấu mõm ngắn
Mặc dù có khả năng giết chết con mồi tương đương hoặc lớn hơn con người về kích thước và sự phổ biến của chúng trong khu vực định cư dày đặc của con người (phía đông nam Hoa Kỳ, đặc biệt là bang Florida), cá sấu mõm ngắn Mỹ hiếm khi săn người. Thậm chí, đã có một vài trường hợp đáng chú ý của cá sấu mõm ngắn tấn công cơ hội vào con người, đặc biệt là trẻ em bất cẩn, trẻ nhỏ và người già. Không giống như cá sấu nước mặn và 
cá sấu sông Nile nguy hiểm hơn nhiều, phần lớn cá sấu mõm ngắn tránh tiếp xúc với con người nếu có thể, đặc biệt là nếu chúng đã từng bị săn bắt.

### TrănvàRắn
Với khả năng tấn công chớp nhoáng và sức mạnh phi thường, một số loài trăn và rắn, như trăn Miến Điện, trăn đá châu Phi và trăn anaconda thậm chí có thể nuốt được cả một người. Nhưng thông thường rắn không tấn công con người, trừ khi bị giật mình hay bị thương. Nói chung phần lớn các loài rắn cố gắng tránh tiếp xúc khi đối mặt với con người. Ngoại trừ rắn hổ có thể chủ động tấn công người nhưng trên thực tế, phần lớn các trường hợp bị rắn cắn là do con người chủ động bắt rắn hoặc trêu rắn (vô tình hoặc cố ý làm cho rắn cảm thấy bị đe doạ). Ngoại trừ các loài trăn lớn, các loài rắn không có nọc độc không phải là mối đe dọa đối với người. Những vết cắn của rắn không nọc thường là vô hại do răng của chúng không được thiết kế để xé rách hay gây ra những vết thương sâu. Tuy vậy vẫn có khả năng xảy ra tổn thương mô và nhiễm trùng từ những vết do rắn không nọc cắn.
Ngược lại, rắn có nọc độc (rắn độc) lại tiềm ẩn nguy hiểm lớn hơn nhiều cho con người, cho dù những ca tử vong do rắn cắn không phải là quá phổ biến. Những vết cắn không dẫn tới tử vong do rắn độc gây ra có thể vẫn dẫn tới hậu quả là phải cắt cụt một phần chân tay. Trong số khoảng 725 loài rắn có nọc độc trên toàn thế giới thì chỉ khoảng 250 loài có thể giết chết con người chỉ bằng một nhát cắn. Ở châu Phi có loài rắn mamba đen nổi tiếng với nọc độc đủ sức giết một lúc nhiều người. Ở châu Á có loài rắn hổ mang chúa với cú cắn của nó có thể dẫn đến tử vong nhanh chóng cho nạn nhân chỉ sau 30 phút, thậm chí được ghi nhận có khả năng giết chết một con voi trưởng thành trong vòng vài giờ. Theo ước tính, lượng nọc độc tiết ra trong một vết cắn của rắn hổ mang có khả năng gây tử vong cho khoảng 20 – 30 người trưởng thành nếu không được chữa trị.
Tại Australia trung bình chỉ một lần rắn cắn gây tử vong mỗi năm, nhưng tại Ấn Độ có tới 250.000 lần rắn cắn được ghi nhận trong năm, gây ra tới 50.000 vụ tử vong. Ở Mỹ, có 5,5 người chết ở Mỹ thường khi họ leo núi hoặc cắm trại nhưng bị rắn đuôi chuông cắn. Trong văn hóa, rắn chất liệu cho những bộ phim kinh dị, Hollywood không bao giờ bỏ qua điều này. Trong hầu hết phim về rắn, cuối cùng chiến thằng thuộc về con người. Tuy nhiên cảm giác chiến thắng này không xua tan được nỗi sợ hãi đầy ám ảnh.
Mặc dù những loài như trăn đất và trăn gấm đủ khỏe để giết người, chúng không được xem là loài động vật nguy hiểm cho con người và trường hợp người bị chúng tấn công rất ít khi xảy ra. Mặc dù loài trăn này rất ít khi tấn công người, tuy nhiên đã có một số trường hợp những con trăn gấm (trong hoang dã và trong điều kiện nuôi nhốt) đã tấn công, giết chết người và thậm chí ăn thịt người.
- Đã từng có ghi nhận về một con trăn lang thang trong rừng đã mò vào một túp lều dựng ở đó và ăn thịt một đứa trẻ.[21]
- Hai vụ trăn ăn thịt người từng xảy ra vào đầu thế kỷ 20 ở Indonesia: vụ thứ nhất 1 thiếu niên 14 tuổi ở Salibabu đã bị một con trăn dài 5,17 m (17 ft) ăn thịt. Vụ thứ hai là một người phụ nữ trưởng thành bị "một con trăn gấm lớn" ăn thịt, tuy nhiên không rõ chi tiết như thế nào.[29]
- Franz Werner từng ghi nhận một vụ trăn ăn thịt người ở Myanmar, có thể xảy ra vào đầu thập niên 1910 hay vào năm 1927. Cụ thể, một người thợ kim hoàn tên Maung Chit Chine trong khi đi săn cùng với bạn bè đã bị một con trăn dài 6 m (20 ft.) ăn thịt lúc anh trú mưa trong một lùm cây. Con trăn đã nuốt chân của Maung vào trước, điều này trái với thường lệ là nó nuốt đầu con mồi vào trước, nhưng có lẽ khi nuốt người thì cách này tiện hơn.[30]
- Vào năm 1932, Frank Buck viết về một thiếu niên ở Phillipines bị ăn thịt bởi một con trăn dài 25 ft (7,6 m) nuôi trong nhà. Theo Buck, ban đầu con trăn trốn thoát được, sau đó nó bị bắt được và khi mổ bụng con vật ra, người ta tìm thấy một vật có hình dạng như thi thể một thiếu niên. Sau khi phân tích, thi thể đó chính là con trai của người chủ con trăn.[31]
- Trong cộng đồng người Aeta ở Philipppines, trong vòng 40 năm đã có sáu người bị giết bởi trăn được ghi nhận, cộng thêm 1 người chết vì bị nhiễm trùng do vết trăn cắn.[21]
- Ngày 4 tháng 9 năm 1995, Ee Heng Chuan, một công nhân cạo mủ cao su 29 tuổi sống ở miền Nam bang Johor của Malaysia đã bị một con trăn gấm dài 23 ft (7,0 m) và nặng 300 lb. Cảnh sát đã phải bắn 4 phát súng mới hạ được nó.
- Theo Mark Auliya, thi thể một người Mangya 32 tuổi tên là Lantod Gumiliu đã được tìm thấy trong bụng của một con trăn gấm dài 7 mét (23 foot) ở Mindoro vào tháng 1 năm 1998.
- Ngày 23 tháng 1 năm 2008, một phụ nữ 25 tuổi sống ở Virginia Beach, Virginia được cho là đã bị con trăn gấm dài 13 foot (4,0 m) của mình giết chết. Nguyên nhân cái chết là do ngạt thở, còn con trăn thì được tìm thấy trong phòng ngủ với tình trạng bị kích động.[32]
- Ngày 21 tháng 1 năm 2009, một đứa trẻ 3 tuổi sống tại Las Vegas đã suýt bị bóp chết bởi một con trăn gấm nuôi làm cảnh dài 18 foot (5,5 m). Người mẹ của đứa trẻ - được người chủ con trăn nhờ trông chừng con vật cưng của mình - đã kịp thời cứu sống đứa con của mình khi dùng dao đâm con trăn bị thương. Tuy nhiên, đối với con trăn, vết đâm của người mẹ quá nặng đến mức các bác sĩ không thể cứu sống nó và buộc phải giúp con vật chết không đau đớn.[33]

Nếu xét kích thước tối đa của các con mồi của loài trăn gấm, trên lý thuyết một con trăn trưởng thành hoàn toàn có đủ khả năng ăn thịt trẻ em, người vị thành niên, hoặc thậm chí người lớn; mặc dù bờ vai rộng của con người có thể khiến những con trăn nhỏ (dài dưới 6 mét) gặp khó khăn khi nuốt. Khi con trăn bắt đầu nuốt nạn nhân thì trong phần lớn các trường hợp, người bị nuốt đã chết.

### Thằn lằn
Loại thằn lằn duy nhất có trong danh sách ăn thịt người là rồng Komodo. Con vật có nguồn gốc ở Indonesia này có thể tấn công và ăn thịt người. Chúng lớn nhanh, có thể dài tới 3m. Rồng Komodo là một trong những kẻ săn mồi đáng sợ đối với con người, chúng không ngần ngại tấn công khi gặp con người và hay tấn công con người, một vụ việc được ghi nhận vào năm 2013, một con rồng Komodo trong khu bảo tồn thiên nhiên hoang dã tại phía đông Indonesia đã tấn công làm 2 người đàn ông bị thương. Con rồng komodo dài đến 2m bò vào phòng của một nhân viên khu bảo tồn thiên nhiên hoang dã. Một nhân viên khác xông vào cứu đồng nghiệp cũng bị con vật này cắn. Bởi vì chúng sống trên các hòn đảo xa xôi, các cuộc tấn công không thường xuyên và có thể không được báo cáo. Mặc dù có kích thước lớn, các cuộc tấn công vào người thường không thành công và các nạn nhân đã trốn thoát được dù với những vết thương nghiêm trọng.

## Cá

### Cá mập
Những loài cá lớn như cá mập trắng thông thường sẽ không săn người và cách duy nhất chúng khám phá một vật hoặc một cơ thể là cắn, và thường chúng sẽ bơi đi sau khi cắn. Tuy nhiên, một lần cắn của cá mập có thể khiến một người bị thương và cũng có vài ngoại lệ khi cá mập tấn công người. Mỗi năm khoảng 100 vụ cá mập tấn công được báo cáo trên toàn thế giới. Có 17 nạn nhân tử vong bởi các cuộc tấn công cá mập trong năm 2011, trong số 118 vụ tấn công được ghi nhận. Nhiều người lo sợ các cuộc tấn công cá mập sau khi các cuộc tấn công nối tiếp thường xuyên, chẳng hạn như Các vụ cá mập tấn công ở Jersey Shore năm 1916, và tiểu thuyết kinh dị và bộ phim kinh dị Hàm cá mập, bộ phim biển xanh sâu thẳm và cá mập lên bờ. Cá mập thật sự rất đáng sợ. Nhưng chúng chưa phải là nguy hiểm nhất bởi vì có nhiều loài vật khác gây tỉ lệ tử vong lớn hơn nhiều lần so với chúng.

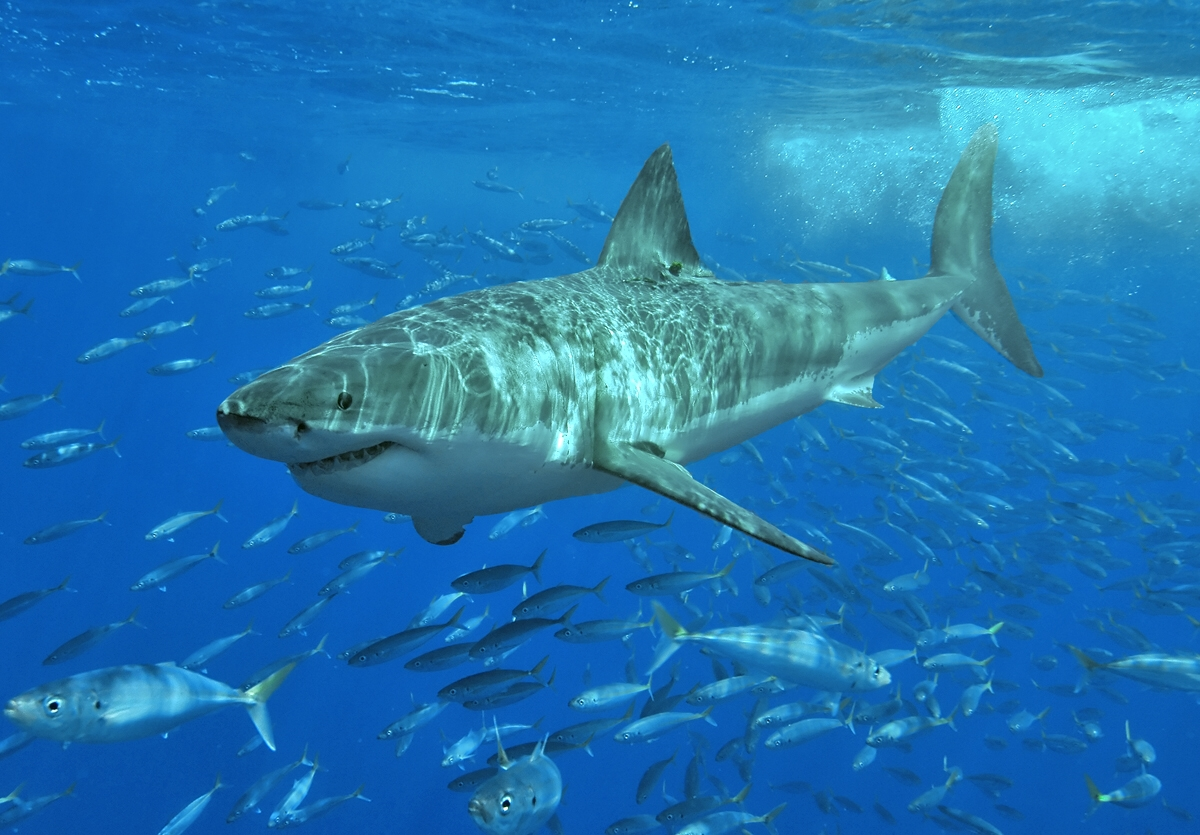
Cá mập trắng được mệnh danh là sát thủ đại dương và là nhân vật chính cho những bộ phim kinh dị về động vật

Trong số hơn 480 loài cá mập, chỉ có ba loài phải chịu trách nhiệm về những vụ tấn công này là cá mập trắng lớn, cá mập hổ cá mập vây trắng đại dương và cá mập bò mắt trắng. Cá mập trắng, tuy là loài cá hiếu chiến, nhưng chúng rất ít khi tấn công con người. Ngoài trừ khi chúng lầm tưởng con người là một món ăn thường nhật (hải cẩu, rùa biển...) hoặc lúc chúng quá đói. Trên thực tế, cá mập trắng lớn cũng thỉnh thoảng tấn công con người, nhưng chủ yếu là để tự vệ. Bởi vì, con người không phải là món ăn ưa thích của nó.
Bộ phim Jaws (tạm dịch: Hàm cá mập) của đạo diễn Steven Spielberg đã làm cho người ta có phần hiểu sai về loài động vật này. Trên thực tế, con người không phải con mồi ưa thích của cá mập trắng. Những vụ cá mập tấn công người thường xảy ra do chúng nhầm lẫn. Theo những khảo sát thì số người chết vì bị ong chích, rắn cắn và ngay cả sét đánh cũng còn nhiều hơn cả số người bị cá mập trắng giết hại (tính theo trung bình 1 năm). Các vụ cá mập tấn công rất nguy hiểm nhưng hiếm khi gây chết người. Trung bình hàng năm có khoảng 65 vụ cá mập tấn công người trên thế giới nhưng chỉ có khoảng 2 đến 3 vụ gây chết người. Tỷ lệ số người Australia bị cá mập cắn hai lần trong đời là khoảng 1/10 tỷ
Đặc biệt là vụ cá mập tấn công ở New Jersey. Trong 6 ngày đầu tiên của tháng 7 năm 1916, hai người đàn ông bị cá mập giết chết khi đang bơi ở vùng biển New Jersey, bởi những gì mà người chứng kiến kể lại là một con cá mập dài 9 ft nặng 500 lb. Những cái chết thương tâm này tạo thành tin tức trang bìa lan rộng khắp nước. Vào ngày 12 tháng bảy, ở Matawan, New Jersey, Lester Stillwell, 12 tuổi, đang bơi trên sông thì bị cá mập kéo xuống nước. Stanley Fisher, một thợ giặt khô địa phương, lặn xuống nước tìm Lester, bị cá mập cắn đùi phải mất xấp xỉ 10 lb da và thịt. Trong vài tuần, hàng đoàn những tay săn cá mập nghiệp dư đã giết chết rất nhiều con cá lớn ở New Jersey. Vào ngày 14 tháng bảy, một con cá mập trắng lớn dài 7 ft bị dính bẫy – bao tử của nó được kể là có chứa "những chất bị nghi là thịt và xương". Thực tế thì mỗi năm chỉ có một người bị giết mỗi năm ở Mỹ và ít hơn 6 người bị giết trên thế giới. Từ năm 2006 đến 2010 chỉ có 3 trường hợp tử vong do cá mập tấn công tại Mỹ.

### Piranha
Cá piranha đáng sợ, ăn tạp nổi tiếng có những cái răng sắc bén và thèm thịt. Thuộc loài cá dữ, có thể ăn thịt các loài cá khác, thậm chí cả động vật lớn, cũng như có thể gây nguy hiểm cho con người. Trong cuốn sách Băng qua vùng hoang dã Brazil 1914, Teddy Roosevelt nổi tiếng đã mô tả những con cá piranha đói ăn đã rỉa một con bò tới xương trong vòng chưa đầy 60 giây. Bãi tắm Daveron ở thành phố Caceres, bang Mato Grosso (phía tây Brazil) đang bị hàng ngàn con cá ăn thịt piranha hung dữ xâm nhập. Ít nhất đã có 15 du khách bị tấn công trong lúc tắm biển. Tại Trung Quốc, ở sông Liễu Giang cũng xảy ra vụ việc cá hổ tấn công một người đàn ông cùng con chó của ông ta. Ngoài ra một họ hàng khác của chúng là loài cá Pygocentrus palometa cũng là thủ phạm của cuộc tấn công làm khoảng 70 người bị thương khi họ đang ngâm mình tại bãi tắm ở thành phố Rosario, đông bắc Argentina, một số người bị mất ngón tay hoặc ngón chân. Loài cá đáng sợ này xuất hiện trong phim kinh dị Piranha vào năm 2008 và được làm lại nhiều lần. Một bể cá đầy piranha cũng được sử dụng bởi tên tội phạm Blofeld trong phim James Bond 1967 để giết người có tên You Only Live Twice.

### Cá tăm
Cá tăm hay cá ma cà rồng (Candiru) là một loại cá da trơn nước ngọt sống ký sinh chỉ xuất hiện ở sông Amazon. Nó có hình dạng như một con lươn và gần như trong suốt khiến cho nó khó để nhận biết khi ở trong nước, nó có khả năng sống ký sinh trong cơ thể người, ăn mòn màng nhầy và các mô cho đến khi chủ nhân bị xuất huyết đến chết. Những loài nhỏ hơn được biết là có xu hướng xâm nhập và ký sinh trong niệu đạo của người. Mặc dù có những giai thoại khủng khiếp về các cuộc tấn công con người, nhưng rất ít trường hợp đã được xác nhận, và một số đặc điểm cáo buộc như huyền thoại hay mê tín dị đoan.

### Cá chiên sông
Một quái thú ăn thịt người có mang nữa là Goonch, một loài cá da trơn dài 6 ft, nặng 150 lb, sống ở sông Great Kalicon sông biên giới giữa Nepal và Ấn Độ ở dưới chân của dãy núi Himalaya. Con cá khổng lồ này được thuật lại là đã kéo rất nhiều người xuống nước trong hơn 20 năm qua, làm họ chết đuối và ăn thịt họ. Có giả thuyết con cá có được mùi vị thịt người là do sau khi ăn phần còn lại sau khi hỏa táng được quăng xuống sông.
Một thanh niên 18 tuổi người Nepal mất tích sau khi bị kéo xuống sông bởi một con gì được mô tả là giống một con heo dài. Nạn nhân đầu tiên được phỏng đoán là nạn nhân của vụ cá goonch tấn công là một thanh niên 17 tuổi, cũng người Nepal;. Anh bị chết sau khi tắm sông vào tháng 4 năm 1988. Những người chứng kiến nói họ thấy người thanh niên trẻ bị kéo xuống nước bởi một con gì đó rất mạnh mẽ trong nước. Ba tháng sau sự việc này, một cậu bé bị kéo xuống nước, trong khi người cha chỉ biết đứng nhìn trong tuyệt vọng.

### Cá hổ kình
Cá hổ kình hoang dã thường không được xem là mối đe dọa đối với con người. Tuy nhiên, có một số ghi nhận cá biệt về cá hổ kình trong môi trường nuôi nhốt tấn công người điều khiển tại các thủy cung.

## Linh trưởng

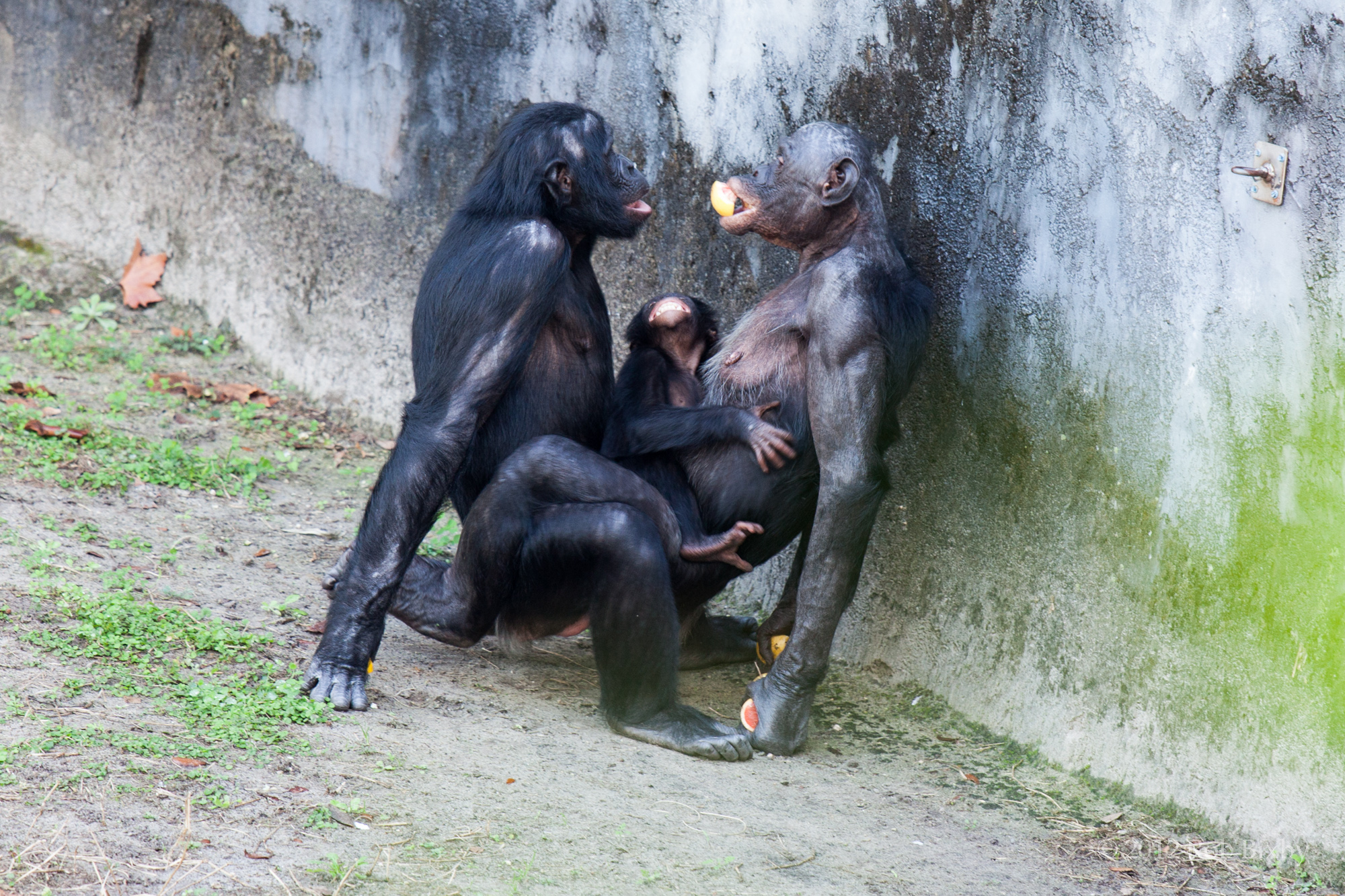
Tinh tinh được cho là dã thú có thể hiếp dâm cả phụ nữ

Tinh tinh được biết như là loài thú thông minh và thân thiện nhưng đôi khi chúng là những sinh vật đáng sợ. Khi vui sướng hay tuyệt vọng, chúng có thể trở nên hung dữ và có những hành động thú tính như người ví dụ, hiếp dâm, giết hại và giết trẻ em. Tại châu Phi, tinh tinh đói nổi tiếng là hay bắt cóc trẻ em và lấy đó làm thức ăn, ở châu Phi, nhưng con tinh tinh đói khát do rừng bị tàn phá thường bắt cóc trẻ em để làm thức ăn. Có những trường hợp báo cáo tại vùng Đông Phi cho biết một bầy tinh tinh đã tấn công và giết chết 10 người dân, đặc biệt là vụ việc năm con tinh tinh giết một cô bé 2 tuổi. Nhiều lời kể của dân địa phương cho biết tinh tinh thường nhạy với mùi của đàn bà và hay rình bắt những phụ nữ để hiếp dâm, tuy nhiên có những bác sĩ thú y bác bỏ điều này.
Tháng 2 năm 2009, con tinh tinh có tên là Travis cắn xé cô Charla Nash, bạn của người trông nom nó, khiến cô Nash mất mắt, mũi, mặt và tay. Con vật này bị cảnh sát Connecticut (Mỹ) bắn chết ngay tại chỗ. Nữ nhà báo Tristane Banon khi mô tả cụ thể cho báo giới chi tiết về vụ hiếp dâm mình và việc ông Dominique Strauss-Kahn làm thế nào để hiếp mình thì cô đã so sánh những hành vi thú tính của ông này như một con tinh tinh động dục.
Ngoài ra có những người hợp ghi nhận được về việc khỉ tấn công và giết người như con mồi, từng có vụ tấn công kinh hoàng được cho là xảy ra ở công viên vườn thú ở tỉnh Quý Châu, miền Nam Trung Quốc, khi bà đang thay tã lót cho con trai tại vườn thú, bất ngờ một con khỉ chạy đến tấn công hai mẹ con, nó cắn đứt tinh hoàn của em bé trước khi để rơi bộ phận này xuống đất, một người đàn ông khác đã nhanh chóng nhặt phần tinh hoàn của nạn nhân lên nhưng không may một con khỉ khác vồ lấy từ tay ông, sau đó nó bỏ đi và ăn phần tinh hoàn đó. Tại một vườn thú ở Ratlam tại Madhya Pradesh (Ấn Độ), khỉ nhảy vào tấn công cậu bé khiến nhân viên vườn thú và cha cậu phải xông vào cứu, Con khỉ nhảy chồm lên lưng cậu bé khiến cậu bị thương, chảy máu ở mặt và tay sau khi được giải cứu con khỉ mới chịu buông nhưng vẫn gầm ghè hung dữ.

## Lợn
Mặc dù không phải là động vật ăn thịt thực sự, lợn là loài săn mồi có năng lực và có thể giết và ăn thịt những người bất lực không thể thoát khỏi chúng. Nhiều thử nghiệm trên động vật trong thời trung cổ liên quan đến những con lợn bị buộc tội ăn thịt trẻ em. Năm 2019, một người phụ nữ đã bị tấn công và giết chết bởi một bầy lợn hoang ở vùng nông thôn Texas. Cô ấy chết vì vết thương do vết cắn.

## Bộ Gặm nhấm
Mặc dù kích thước cá thể nhỏ, chuột cống với số lượng lớn có thể giết chết những người không có khả năng tự vệ bằng cách ăn thịt người. Mặc dù vết cắn của một con chuột không có khả năng giết chết một người ngoại trừ bệnh tật, nhưng thiệt hại tập thể của hàng chục con chuột có thể gây ra cái chết do sốc và thiệt hại cho các cơ quan quan trọng. Mặc dù không phải là động vật ăn thịt thực sự, chuột là loài ăn không cầu kỳ và là những kẻ săn mồi xã hội nên nguy cơ này có thể phát sinh. Tra tấn phạm nhân bằng chuột đã được sử dụng cho các tù nhân chính trị, là việc sử dụng đàn chuột để tra tấn nạn nhân bằng cách khuyến khích chúng tấn công và ăn sống nạn nhân.
Chuột túi Gambia chính là thủ phạm gây ra cái chết thương tâm cho 2 em bé ở hai thị trấn tồi tàn của Nam Phi vào khoảng tháng 5 năm 2011. Bé Lunathi Dwadwa, 3 tuổi đã bị loại chuột khổng lồ châu Phi cắn chết khi ngủ trong căn lều của gia đình ở Khayelisha, ngoại ô thành phố Cape Town. Bố mẹ em cho biết, họ không hề thấy con mình la hét, khi thức giấc, họ thấy con mình đã chết rất thương tâm: mắt bị móc ra ngoài, từ chân mày xuống má đều bị chuột ăn chỉ còn trơ hốc mắt. Một bé gái khác ở Soweto gần Johannesburg cũng chết vì lý do tương tự, trong cùng một ngày. Tuy nhiên trường hợp này là do bà mẹ để con ở nhà đi chơi với bạn bè nên đã bị cảnh sát bắt giữ vì tội "lơ đễnh". Tháng 4 năm 2011, cụ bà 77 tuổi, Nomathemba Joyi cũng đã chết sau khi những con chuột khổng lồ gặm mất một nửa khuôn mặt phải.

## Số nạn nhân tử vong
Số nạn nhân tử vong bởi những động vật ăn thịt người đáng chú ý:
- 436 - Hổ cái Champawat (Nepal /Bắc Ấn Độ)
- 400 - Báo Panar (Bắc Ấn Độ)
- 300+ - Cá sấu Gustave (Burundi), tin đồn
- 150 - Báo ở các tỉnh miền trung Ấn Độ
- 125+ - Báo Rudraprayag (Ấn Độ)
- 113 - Quái thú Gévaudan (sói ở Pháp)
- 100+ - Cọp ba móng (Việt Nam)
- 50+ - Những con hổ Chowgarh (Ấn Độ)
- 42 - Báo Gummalapur (Ấn Độ)
- 35 - Kẻ ăn thịt người Tsavo (sư tử ở Kenya)
- 22 - Sói Kirov (Nga) và Sói Turku (Phần Lan)
- 18 - Sói Périgord (Pháp)
- 17 - Sói Ashta (Ấn Độ)
- 15 - Hổ Jowlagiri (Jowlagiri)
- 13 - Sói Hazaribagh (Ấn Độ).
- 12 - Sói Gysinge (Thụy Điển) và con gấu lười Mysore (Ấn Độ).
- 11 - Cá mập tấn công ở Port St-John Nam Phi, Bãi biển thứ hai 2001-Hiện tại.
- 7 - Hổ Mundachipallam (Nam Ấn Độ) và vụ tấn công của con gấu Sankebetsu (Nhật Bản)
- 6 - Sư tử Mfuwe (Zambia)
- 5 - Hổ Segur (Nam Ấn Độ)
- 4 - Sói Soissons (Pháp), hổ Thak (Ấn Độ) và Các vụ cá mập tấn công ở Jersey Shore năm 1916 (Bắc New Jersey)
- 3 - Báo đồi Yellagiri (Ấn Độ)

Số lượng không chắc chắn - Sói Ansbach (thời đế quốc La Mã) và Các cuộc tấn công của cá mập USS Indianapolis (Biển Philippines)